# Johann Ernst Bach (1683-1739)
Johann Ernst Bach (1683 - 1739) fue un organista alemán.
Hijo mayor de Johann Christoph Bach (1645-1693), nació en Arnstadt. Después de seguir estudios musicales en Ohrdruf, Hamburgo y Fráncfort del Meno, reemplazó a Johann Sebastian Bach como organista de la Neuekirche en Arnstadt en 1707. Desde 1728 hasta su muerte fue organista de la Oberkirche de la misma ciudad.